# 安吉耶夫斯基
安吉耶夫斯基（羅馬化：Andzhiyevskiy）是俄罗斯斯塔夫罗波尔边疆区的市级镇，为矿水城区唯一的一座市级镇。地处斯塔夫罗波尔边疆区南部，位于里海流域库马河畔，在州府斯塔夫罗波尔东南方，南侧毗邻矿水城。距离最近的火车站位于矿水城。
因纪念革命家格里戈里·格里戈里耶维奇·安吉耶夫斯基（Григорий Григорьевич Анджиевский）而得名。该地2022年人口有6,044人；2010年人口6,680；2002年人口6,636；1989年人口5,317。